# Chibchanomys
Genre
Chibchanomys est un genre qui regroupe deux espèces de rongeurs d'Amérique du Sud. 

## Liste des espèces
Selon Mammal Species of the World (version 3, 2005)  (24 mars 2016) :
- Chibchanomys orcesi
- Chibchanomys trichotis